# Miglio cubo
Il miglio cubo è una unità di misura di volume del sistema imperiale britannico e del sistema consuetudinario statunitense. È definito come il volume di un cubo di lato pari ad un miglio, ed equivale a:
- 147 197 952 000 piedi cubi
- 5 451 776 000 iarde cubiche
- 118 282 962 000 bushel statunitensi
- 1 101 117 140 000 galloni statunitensi
- ~26 217 074 761,905 barili
- 3 379 200 acri·piedi
- 4 168 181 825 440,579600 litri
- 4 168 181 825,440579400 metri cubi
- 4,168181825440580000 chilometri cubi

## Simboli
Non esiste un unico simbolo universalmente accettato. I principali sono:
- cubic mile
- cu mile
- cu mi
- mile/-3
- mi/-3
- mile^3
- mi^3
- mile³
- mi³